# Вахутинцы
Вахутинцы (укр. Вахутинці) — село, входит в Мироновский район Киевской области Украины.
Население по переписи 2001 года составляло 63 человека. Почтовый индекс — 08842. Телефонный код — 4574. Занимает площадь 11,6 км². Код КОАТУУ — 3222981202.

## Местный совет
08842, Київська обл., Миронівський р-н, с.Владиславка, вул.Леніна,183